# グレン・S・フクシマ
グレン・シゲル・フクシマ（Glen Shigeru Fukushima、1949年9月9日 - ）は、日系アメリカ人3世の実業家、米国政府官僚。カリフォルニア州出身。妻は橘・フクシマ・咲江。

## 経歴
1968年から1972年までスタンフォード大学、1974年から1978年までハーバード大学大学院で学ぶ。1982年までにハーバード・ビジネス・スクール及びハーバード・ロー・スクールにてMBAとJDを取得。ハーバード在学中には助手としてエドウィン・O・ライシャワー、エズラ・ヴォーゲル、デイヴィッド・リースマンらに師事する。また、1972年に慶應義塾大学、1982年から1984年まではフルブライト・プログラムにより東京大学に留学している。
卒業後は、カリフォルニア州で弁護士資格を得て、1982年からロサンゼルスの法律事務所に参画したのち、1984年にアメリカ合衆国通商代表部に入省した。日本担当部長として、プラザ合意後もやまない日米貿易摩擦の中にあって、スーパー301条関係を始めとする対日交渉にあたった。1988年には米国通商代表補代理に昇格しており、関与した産業分野は半導体、機械機器、タバコ、牛肉、農産物、法制、関西国際空港など多岐にわたる。
1990年に米国通商代表部を去り、AT&Tに入社、日本AT&T副社長を務める。その後アーサー・D・リトル（ジャパン）社長、日本ケイデンス・デザイン・システムズ社長、同会長、日本NCR共同社長と転じ、1993年から在日米国商工会議所（ACCJ）役員、1998年度には同会議所会頭に就任している。
1999年4月より大和証券グループ本社アドバイザリー・ボード。2005年2月からはエアバス・ジャパンの社長兼CEOとなった。2010年4月、同社社長を同じエアバス・グループのユーロコプター・ジャパン社長のステファン・ジヌーが兼務することになり取締役会長に退いた。この他、みずほフィナンシャルグループの監査役を務めている。
日米友好基金副理事長、日米文化教育交流会議米国副委員長、米国外交評議会委員、公正取引委員会独占禁止懇話会委員、経済同友会幹事、アジア財団顧問、経済企画庁経済審議会特別委員、日米協会理事など、公職への歴任も多い。日本滞在歴は20年を超える。妻の橘・フクシマ・咲江はコーン・フェリー・インターナショナル社アジア・パシフィック地域最高顧問を務める。

## 著作
- 『経営イノベーション成功の法則』ダイヤモンド社、1999年; ISBN 447837273X
- 『2001年、日本は必ずよみがえる』文藝春秋、1999年; ISBN 4163550003
- 『変わるアメリカ変わるか日本』世界文化社、1993年; ISBN 441893507X
- 『日米経済摩擦の政治学』朝日新聞社、1992年; ISBN 4022564156